# How the Office Boy Saw the Ball Game
How the Office Boy Saw the Ball Game è un cortometraggio muto del 1906 diretto da Edwin S. Porter.

## Trama
Un impiegato racconta una fandonia al suo capo pur di ottenere la giornata libera per poter assistere a una partita di baseball.

## Produzione
Il film fu prodotto dalla Edison Manufacturing Company.

## Distribuzione
Distribuito dalla Edison Manufacturing Company, il film - un cortometraggio in una bobina - uscì nelle sale cinematografiche USA nell'agosto 1906.
Copia della pellicola viene conservata negli archivi della Film Preservation Associates.
La Kino Video lo ha inserito in un'antologia DVD dal titolo Reel Baseball: Baseball Films from the Silent Era (1899-1926) che contiene film muti dedicati al baseball per un totale di 253 minuti e che uscì sul mercato USA il 3 aprile 2007.